# مجدی مسراطی
مجدی مسراطی (انگلیسی: Majdi Mosrati؛ زادهٔ ۱۳ سپتامبر ۱۹۸۶) بازیکن فوتبال اهل تونس است.
از باشگاه‌هایی که در آن بازی کرده‌است می‌توان به باشگاه فوتبال الجرجیسی، باشگاه فوتبال ستاره ساحلی، باشگاه فوتبال صفاقسی، و باشگاه فوتبال الملعب تونس اشاره کرد.
وی همچنین در تیم ملی فوتبال تونس بازی کرده‌است.